# ナンシー・モーガン
ナンシー・モーガン（Nancy Morgan、1949年4月1日 - ）は、アメリカ合衆国の女優。

## 出演作品
- ダニエル・スティール/愛の決断
- ザ・ネスト（リリアン）
- バニシングIN TURBO
- ハンボーン